# Marine Stewardship Council
Der Marine Stewardship Council (kurz MSC) ist eine gemeinnützige Organisation mit Sitz in London. Sie wurde 1997 von Unilever und dem WWF ins Leben gerufen, ist seit 1999 unabhängig von diesen und finanziert sich vor allem aus Spenden (8 %) und Lizenzgebühren (87,8 %). Der MSC entwickelte ein Zertifizierungsprogramm für nachhaltige Fischereien und ein Umweltsiegel, unter dem Anfang 2000 die ersten Produkte aus nachhaltiger Fischerei auf den Markt kamen.
Die wichtige Rolle, die der MSC als unabhängige Kontrollinstanz zum Erhalt der marinen Artenvielfalt und dem Schutz der Weltmeere leisten kann, wird regelmäßig von Institutionen und Verbänden wie der Ernährungs- und Landwirtschaftsorganisation der Vereinten Nationen, der Global Sustainable Seafood Initiative, Verbraucherinitiativen und -zentralen sowie der Politik gewürdigt.
Der gleichen Ansicht sind WWF und Stiftung Warentest, betonen aber zugleich, dass sie das MSC-Siegel als Mindeststandard ansehen und wünschen sich höhere Ansprüche an eine nachhaltige Fischerei.
An der Zertifizierung des MSC wurde immer wieder Kritik geäußert, unter anderem vom WWF und von Greenpeace. Ebenso wie andere Interessengruppen hat der WWF Deutschland zuletzt in einer Stellungnahme 2018 Reformen vom MSC gefordert. Greenpeace Österreich stuft das MSC-Siegel als „nicht vertrauenswürdig“ ein.

## Geschichte
In den 1990er Jahren wurde die Überfischung der Meere zunehmend debattiert, da rund 70 Prozent aller konventionell genutzten Arten bedroht waren. Die Fischereiwirtschaft sah ihre Existenz bedroht: Mit dem Zusammenbruch der Kabeljaufischerei in Kanada hatten schon im Jahr 1992 tausende Fischer und Fischverarbeiter ihre Arbeitsplätze verloren. Vor diesem Hintergrund kündigten 1996 der Konsumgüterkonzern Unilever, einer der größten Vertreiber von Speisefisch, sowie die internationale Natur- und Umweltschutzorganisation WWF an, gemeinsam Standards für nachhaltige Fischerei zu erarbeiten. Als Vorbild diente der Initiative das 1993 gegründete Forest Stewardship Council (FSC). Der Einsatz für nachhaltige Fischerei war Teil der globalen Kampagne des WWF gegen die Zerstörung der Natur.
1997 nahm der MSC seine Arbeit auf. Nach der Starthilfe von Unilever und dem WWF wurde die Organisation unter Leitung des ehemaligen britischen Umweltministers John Gummer schnell unabhängig. Zusammen mit Fachleuten aus Umweltverbänden, Industrie und Wissenschaft erarbeitete man Grundlagen für ein Umweltsiegel, welches umweltverträgliche Fischereien kennzeichnen und so Konsumenten die Wahl nachhaltiger Fischprodukte erleichtern sollte. Durch ihr Kaufverhalten sollten Verbraucher direkt Einfluss auf Fangmethoden und eine verantwortungsvolle Befischung der Meere nehmen können. Der MSC wollte so kurzfristig das Überleben der akut bedrohten Bestände sichern und langfristig die globale Fischereiwirtschaft in nachhaltige Bahnen lenken. Anfang 2000 kamen die ersten zertifizierten Produkte in den Handel, zunächst in Großbritannien und der Schweiz. Als eine der ersten Fischereien qualifizierte sich die Wildlachsfischerei Alaskas.
Parallel zu den ersten nachhaltigen Fischprodukten, die mit dem MSC-Siegel auf den Markt kamen, setzte ein Umdenken bei den Verbrauchern und im Handel ein. So kündigten immer mehr internationale Handelskonzerne ihre Unterstützung der Initiative an, darunter Migros und Tesco. 2002 stellte Metro mit seiner Handelskette Real seine Eigenmarken auf zertifizierten Fisch um. 2005 weitete Unilever das Angebot nachhaltiger Fischereiprodukte deutlich aus: Der Anteil zertifizierter Produkte sollte konzernweit von fünf auf 40 Prozent erhöht werden. 2009 gab Edeka bekannt, mit Unterstützung des WWF nur noch Fisch aus nachhaltiger Fischerei anzubieten, darunter vor allem Produkte mit dem Umweltsiegel des MSC. Im selben Jahr erklärte die Fast-Food-Kette McDonald’s, in allen europäischen Filialen nur noch MSC-zertifizierten Fisch anzubieten.
2018 kamen in Deutschland – dem Markt mit dem weltweit höchsten Anteil an MSC-zertifiziertem Fisch – etwa 40 Prozent aller Wildfisch-Produkte aus MSC-zertifizierter Fischerei. Was die globalen Fangmengen betrifft, bleibt der MSC weiterhin ein Nischenprodukt: Erst rund 15 Prozent (2019) der weltweiten Fänge kommen von kontrollierten, MSC-zertifizierten Fischereien.
2011 gab es erstmals Berichte über ungenaue Zertifizierungen. Der MSC reagierte darauf im Jahr 2011 mit einer Studie, die positive Auswirkungen auf Fischbestände nachwies. 2017 wurde der MSC als erstes Zertifizierungsprogramm für nachhaltige Fischerei von der Global Sustainable Seafood Initiative anerkannt. 2022 kam eine in der Fachzeitschrift Frontiers in Marine Science veröffentlichte Studie von MSC und der University of Washington zu dem Ergebnis, dass Fischbestände, die von MSC-zertifizierten Fischereien befischt werden, im Vergleich zu anderen Fischbeständen, deutlich gesündere und stabile Bestandsgrößen aufweisen. Dennoch gibt es neben positiven Stimmen immer wieder auch Kritik an den Zertifizierungen einzelner Fischereien oder den MSC-Umweltstandards.

## Zertifizierung
Der MSC-Standard wurde in Zusammenarbeit mit Experten aus Wissenschaft, Fischerei und Umweltschutz entwickelt. Das Regelwerk umfasst einen Umweltstandard für Fischereien und einen Rückverfolgbarkeitsstandard für Unternehmen der Lieferkette sowie ergänzende Richtlinien und Dokumente. Im Zentrum steht der Schutz von Fischbeständen und Meereslebensräumen. Zu den wichtigsten Kriterien gehört die Vermeidung von Überfischung. Die Bestimmungen unterscheiden sich je nach Fischart, Ort und Fangmethode. Die Zertifizierungen selbst erfolgen durch rechtlich selbstständige Zertifizierungsstellen.
Bis 2017 waren weltweit 315 Fischereien MSC-zertifiziert. In Bewertung befanden sich 86 Fischereien. Darunter befinden sich sowohl kleine lokale als auch große international tätige Fischereien. Nach Angaben des MSC waren 2017 weltweit etwa 20.000 Produkte mit MSC-Siegel im Handel.
Fisch aus MSC-zertifizierter Fischerei macht rund 15 % der globalen Fangmengen aus. 2020 waren weltweit 409 Fischereien MSC-zertifiziert (davon wurden 22 suspendiert). In Bewertung befanden sich 89 Fischereien. Nach Angaben des MSC waren 2020 weltweit etwa 19.000 Produkte mit MSC-Siegel im Wert von ca. 10 Milliarden US-Dollar im Handel.
Die UN-Welternährungsorganisation (FAO) sieht die Entwicklung von nachhaltigen Fischereien durch Zertifizierung als Schritt zur Erreichung von Ziel 14 („Leben unter Wasser“) der Ziele für nachhaltige Entwicklung (Sustainable Development Goals, SDGs) der Vereinten Nationen.

## Organisation

### Rechtsform
Der MSC ist eine gemeinnützige Organisation in der Rechtsform einer Private Company Limited by Guarantee. Sie wurde am 17. Februar 1997 ins Handelsregister des Companies House eingetragen. Die Tätigkeit der Organisation erstreckt sich auf alle Bereiche der (Wildfisch-)Fischerei. Das Memorandum der Gesellschaft nennt als Gegenstand insbesondere den Erhalt der Meeres- und Süßwasserwelt im Interesse der Allgemeinheit sowie die Aufklärungsarbeit in diesem Bereich. Die Tochtergesellschaft Marine Stewardship Council International (MSCI) ist für den Bereich Lizenzierung zuständig.

### Gremien
Das operative Geschäft des MSC führt Rupert Howes in der Position des sogenannten Chief Executive. Die strategische Leitung obliegt dem Board of Trustees, das aus mindestens zehn und maximal 18 Mitgliedern besteht. Ihre Amtszeit beträgt höchstens drei Jahre, eine Wiederwahl ist möglich. An der Spitze des Gremiums steht derzeit Werner Kiene. Das Board of Trustees wird in fischereitechnischen und wissenschaftlichen Fragen vom Technical Advisory Board beraten. Zusätzlich gibt es ein Stakeholder Advisory Council, das die Interessen von Umweltschutzorganisationen, Fischereien und Handel vor dem Board of Trustees und dem Technical Advisory Board vertritt. Die Vorsitzenden des Technical Advisory Board, des Stakeholder Advisory Council und des MSCI sind von Amts wegen Mitglieder des Board of Trustees.

### Standorte
Der Geschäftssitz der Zentrale des MSC befindet sich in der City of London. Weltweit gibt es Regionalbüros, Repräsentanzen und Vertretungen in Berlin, Busan, Cronulla, Den Haag, Fremantle, Kapstadt, Kopenhagen, Madrid, Mailand, Paris, Peking, Reykjavík, Seattle, Singapur, Stockholm, Tokio, Toronto, Warschau und Washington. Damit ist die Organisation in allen wichtigen Fischereimärkten präsent. Die Präsenz im Nahen Osten wird von der Zentrale in London organisiert, die Präsenz in Südamerika vom Büro in Seattle.

### Finanzen
Im Geschäftsjahr 2019/20 beliefen sich die Einnahmen des MSC auf rund 29,3 Millionen Pfund. Davon entfiel die überwiegende Mehrheit (80,5 %) auf Lizenzgebühren von Herstellern und Handelspartnern. 14,9 % stammten aus Spenden und Erbschaften. Der MSC bezieht keine Einnahmen aus dem Zertifizierungsprozess von Fischereien und Unternehmen, diese bezahlen die Zertifizierungsgesellschaften direkt für ihre Arbeit. Die Ausgaben lagen 2019/20 bei rund 26,9 Millionen Pfund. Hiervon gab der MSC 35 % für Dienstleistungen und Öffentlichkeitsarbeit aus. Knapp dahinter lagen mit 34,5 % die Ausgaben für Bildungsarbeit und Aufklärung. 20,4 % entfielen auf die Weiterentwicklung der Zertifizierungsrichtlinien und der MSC-Standards. Die Ausgaben für die Lizenzierung des Logos und das Fundraising spielten eine untergeordnete Rolle.
Weiterhin begann der MSC im März 2020, durch den Ocean Stewardship Fund Forschungsprojekte zum Thema nachhaltige Fischerei sowie kleine Fischereien insbesondere aus dem Globalen Süden finanziell zu unterstützen. Dafür wurden 2019/20 insgesamt 2,5 % des MSC-Budgets aufgewendet.

## Kritik

### Wissenschaft
2011 wurden Zweifel an der Rückverfolgbarkeit von Schwarzem Seehecht bekannt. Eine Wissenschaftlerin des Fridtjof-Nansen-Instituts in Lysaker wies nach, dass rund ein Fünftel ihrer Proben aus nicht zertifizierten Beständen stammte. Des Weiteren handelte es sich bei einigen Proben gar nicht um Schwarzen Seehecht.
Das Helmholtz-Zentrum für Ozeanforschung in Kiel untersuchte Bestände, die von zertifizierten Fischereien befischt werden, auf ihren Zustand. Stichproben deuteten an, dass nicht wenige von MSC-zertifizierten Fischereien befischte Bestände entweder zu hart befischt werden oder deutlich zu klein sind. Die entsprechende Studie aus dem Jahr 2012 wies nach, dass einige der untersuchten Bestände überfischt und weitere Bestände bis an ihre nachhaltige Grenze befischt wurden. Grundlage der Auswertung waren die durch internationale Seerechtsabkommen festgelegten Richtlinien. Diese seien strenger als die Referenzwerte des MSC. Die Wissenschaftler monierten, dass den überfischten Beständen das Umweltsiegel nicht entzogen wurde.
Eine Studie des MSC und der University of Washington kam 2022 zum gegenteiligen Ergebnis.
Die David Suzuki Foundation übte 2012 scharfe Kritik an der Zertifizierung einer Schwertfischfischerei, durch die sowohl Haie als auch Schildkröten mitgefangen wurden. Diese Einschätzung untermauerte 2013 ein Konsortium unabhängiger Wissenschaftler der New York University. Sie stellte ebenfalls hohe Bei- und Zweitfangraten in der MSC-zertifizierten Schwertfischfischerei fest. Auf 20.000 gefangene Schwertfische kämen pro Jahr circa 100.000 Haie (zweite Zielfischart der Fischerei), 1.200 Karettschildkröten und 170 Lederschildkröten, wobei letztere auf der Roten Liste gefährdeter Arten der Weltnaturschutzunion IUCN stehen.

### Greenpeace
Greenpeace betrachtete die Initiative zunächst mit Sympathie. Allerdings mahnte man 1996 schon im Vorfeld der Gründung des MSC konkrete Standards an, die zu einer Reduzierung der Fangmengen führen müssten. Später wuchs die Skepsis von Greenpeace, da man befürchtete, dass Kooperationen von Industrie und Umweltschutz häufig nicht über „Lippenbekenntnisse“ hinausgehen würden. Man argumentierte, der „Happy Fisch“ des MSC sei kein „Öko-Label, sondern höchstens ein Zeichen für den besseren Fisch auf dem Markt“. Hering, Kabeljau und Scholle dürften eigentlich überhaupt nicht zertifiziert werden.
Nach Ansicht von Greenpeace seien die Standards des MSC zu niedrig. Nur ein absoluter Fangstopp ermögliche es bedrohten Beständen, sich nachhaltig zu erholen. Dafür müssten auch Verbraucher auf den Konsum vieler Arten komplett verzichten. Man monierte insbesondere die Zertifizierung von Fischereien, die Grundschleppnetze verwenden, da diese den Meeresboden aufwühlen und das betroffene Ökosystem dauerhaft schädigen könnten. Ein Beispiel dafür ist dieser Bericht von Greenpeace über die Nordsee-Seelachs-Fischerei, die ebenfalls mit Grundschleppnetzen fischt.
2010 veröffentlichte Greenpeace Deutschland eine Bewertung von Umweltsiegel für Fischereiprodukte. Neben den bereits dargestellten Punkten kritisierte man, dass das Regelwerk des MSC „schwach und unklar formuliert“ sei. Fischereien müssten nur 60 bis 80 % der Vorschriften erfüllen, um zertifiziert zu werden. Positiv werden unter anderem die regelmäßige Überprüfung der Standards sowie die Dokumentation und Transparenz der Zertifizierungen hervorgehoben. Ungeachtet dessen wies Greenpeace Deutschland in seinem Fischratgeber darauf hin, dass Verbraucher dem Umweltsiegel nicht bedenkenlos vertrauen könnten.
Noch schärfer kritisierte Greenpeace Österreich den MSC. Im 2013 herausgegebenen Marktcheck begrüßte man grundsätzlich die Entwicklung des Umweltsiegels, bemängelte aber unter anderem die Zertifizierung von Fischereien, die in überfischten Beständen tätig sind. Das Vorsorgeprinzip als Kerngedanke ökologischer Fischerei sei in den Standards des MSC zu schwach umgesetzt. Außerdem seien wiederholt Fischereien mit hohen Beifangraten zertifiziert worden. 2021 stufte Greenpeace Österreich das MSC-Siegel als „absolut nicht vertrauenswürdig“ ein, da es eine nicht nachhaltige Praxis als ökologisch darstellt.
2018 forderte Greenpeace den MSC gemeinsam mit anderen Umweltschutzorganisationen auf, seine Umweltstandards und Zertifizierungsrichtlinien zu verbessern. Rupert Howes, CEO des MSC, betonte in einem Interview mit Spiegel Online, der MSC sei von jeher offen für Anregungen anderer NGOs und berücksichtige diese auch bei der regelmäßigen Aktualisierung seiner Umweltstandards und Zertifizierungsrichtlinien.

### WWF
In den Anfangsjahren des MSC wurde von verschiedener Seite kritisiert, in den Gremien des MSC seien Industrie und Wirtschaft zu stark vertreten. Dadurch sei eine unabhängige Meinungsbildung nicht gewährleistet. Der WWF wies diesen Vorwurf zurück, da alle Entscheidungen im Konsens getroffen würden. Keine der am MSC beteiligten Gruppen könne überstimmt werden. Entscheidend für den Erfolg der Organisation sei die Bereitschaft von Fischereien und Industrie, tatsächlich umzudenken.
2011 beantragten Teile der Krabbenfischerei und der Miesmuschelfischerei mit Aktivitäten im Nationalpark Niedersächsisches Wattenmeer eine MSC-Zertifizierung. Der WWF begrüßte das Vorhaben zunächst, mahnte jedoch strukturelle Veränderungen in verschiedenen Bereichen an. Da diese bis zum Zertifizierungsprozess im Jahr 2013 nicht umgesetzt waren, legten der WWF Deutschland und der Naturschutzbund Deutschland im Jahr 2013 formell Einspruch gegen die Zertifizierung von fünf Kuttern der Niedersächsischen Muschelfischer-Gesellschaft ein. Nach Ansicht der Organisationen standen ihre Methoden im Widerspruch zum Naturschutz. Unter anderem hätten die betroffenen Fischereien ökologisch bedenkliche Hängekulturen genutzt. Die Zertifizierung wurde darum zeitweise ausgesetzt.
2017 sprach sich unter anderem WWF erneut gegen die Zertifizierung der Krabbenfischerei in der Nordsee aus. Nach Ansicht von Experten seien zwar durchaus positive Veränderungen erkennbar. Allerdings hätten die Fischereien insgesamt noch nicht genug getan. Ein Teil der Krabbenfischerei finde im Nationalpark Wattenmeer und anderen Schutzgebieten statt, was besondere Vorsorge erfordere. Nach intensiven Verhandlungen und einer Vereinbarung zwischen Naturschutzverbänden und Krabbenfischern zog der WWF seinen Einspruch zurück. Zusammen mit dem Naturschutzbund Deutschland und der Schutzstation Wattenmeer forderte man aber einen konkreten Aktionsplan der Fischerei und dessen Überwachung. Die Zertifizierung der Fischerei war mit entsprechenden Auflagen verbunden.
Der WWF sah den MSC 2018 „an einem Wendepunkt“. Man müsse sicherstellen, dass das Wachstum nicht zu Lasten der Qualität gehe. Man teilte die Kritik verschiedener Umweltschutzorganisationen und Wissenschaftler, die Änderungen an den Umweltstandards und Zertifizierungsrichtlinien des MSC forderten. Für die Meeresschutzarbeit des WWF sei das MSC-Siegel jedoch ein wichtiges ergänzendes Werkzeug. Trotz des deutlichen Reformbedarfs sei das MSC-Siegel für Verbraucher gegenwärtig noch die einfachste Orientierungshilfe beim Fischkauf.

### Naturschutzbund Deutschland
Im Oktober 2018 hat der NABU den Ausstieg aus der Hoki-Zertifizierung bekannt gegeben.

### DokumentationDas Geschäft mit dem Fischsiegel – Die dunkle Seite des MSC
In der WDR-Dokumentation Das Geschäft mit dem Fischsiegel – Die dunkle Seite des MSC untersuchte das Rechercheteam die Nachhaltigkeit der vom MSC zertifizierten Fischereibetriebe und filmte dabei unter anderem die mexikanische Thunfischfischerei. Der MSC wird beschuldigt, zu übersehen, dass jährlich tausende Delfine als Beifang in Thunfischnetzen verenden. Das soll ein versteckt aufgenommenes Video des amerikanischen Biologen Sam LaBudde belegen. Eine Aufnahme zeigt, wie mit einem Fangschiff und mehreren Schnellbooten eine Schule Delfine verfolgt wird und schließlich um sie herum ein Ringwadennetz zugezogen wird. Unter den Delfinen befinden sich die gesuchten Thunfische, die mit den Delfinen eine Fressgemeinschaft bilden. Allerdings stammen diese Aufnahmen aus 1997, während die Fischerei erst 2017 erstmals einen MSC Zertifizierungsprozess durchlaufen hat und zertifiziert wurde. Laut der 1950 gegründeten Inter-American Tropical Tuna Commission (IATTC) hatte der Beifang von Delfinen bereits bis Mitte der 90er Jahre um über 95 % abgenommen. Inzwischen werden Taucher eingesetzt, die den Delfinen dabei helfen, das Netz zu verlassen, bevor es eingeholt wird. Der MSC bezifferte die im Rahmen der Thunfischfischerei getötete Delfine auf lediglich 482 pro Jahr.
Der Dokumentarfilm stellt die Behauptung auf, dass vom MSC entsendete Observer, die für den MSC die Fischerboote begleiten und die Fänge dokumentieren, durch die mexikanischen Fischereimannschaften bestochen oder eingeschüchtert werden, um das Delfinsterben zu vertuschen. Diese Observer fahren auf jedem Thunfischfangschiff mit und sollen die Anzahl der getöteten Delfine dokumentieren. Eine anonyme Person, gibt abseits der Kamera mit einem weiteren Zeugen ein Interview und erklärt, wenn eine große Anzahl von Delfinen beim Fang getötet werden, würden sie als Observer das nicht notieren. Davon hinge auch ihre Bonuszahlung von bis zu 10.000 Euro ab. Pro Boot würden rund 100 Delfine auf einer zweimonatigen Fangfahrt getötet. Die Observer gehören zur Fidemar. Die Fidemar wird laut einem Mitarbeiter sowohl von Staat als auch Industrie finanziert und ihre Mitarbeiter seien nicht autorisiert, Auskünfte zu geben. Nach eigener Angabe bat der MSC die Filmemacher, den Behörden oder dem AIDCP Informationen zum Bestechungsverdacht weiterzuleiten, erhielt darauf aber keine Antwort und wurde auch von den Behörden nicht kontaktiert.
Der Regisseur des Films Wilfried Huismann wird kritisiert, bei seinen journalistischen und dokumentarischen Arbeiten der Sorgfaltspflicht nach Pressekodex nicht immer zu genügen, so auch beim Film Der Pakt mit dem Panda. Einige der in Das Geschäft mit dem Fischsiegel – Die dunkle Seite des MSC postulierten Tatbestände wurden durch den Biologen Christopher Zimmermann sowie den Medienwissenschaftler Markus Kügle widerlegt.

### Dokumentation „Seaspiracy“
In der Netflix-Dokumentation „Seaspiracy“ wurde aufgezeigt, dass es so gut wie keine Kontrolle darüber gibt, ob Delfine als Beifang sterben oder nicht. „Man vertraue dabei auf die Angaben der Kapitäne“ so eine interviewte Person. Laut der Organisation Sea Shepherd Global, die Fischerboote beim Einholen ihrer Netze filmt, kämen viele Delfine ums Leben, ohne dass dies dokumentiert würde. Der Produzent schlussfolgert, dass Fischerei-Siegel nicht garantieren können, dass keine Delfine ums Leben kommen. Auch stellt er fest, dass ein Antrag auf Erteilung des MSC-Siegels so gut wie nie abgelehnt würde, was dafür spreche, dass es der Organisation vor allem um die Einnahmen für die Vergabe des Siegels ginge.
Nach Angaben des MSC träfen die Aussagen des Films nicht auf die vom MSC zertifizierten Thunfisch-Fischereien zu, da in der Regel auf jeder Fahrt ein Beobachter dabei sei. Mehr als 50 Prozent der interessierten Fischereien fielen bei den Vorprüfungen durch und viele Fischereien würden suspendiert, wenn die Kriterien nicht mehr erfüllt seien.

### Sonstige
2012 lösten Medienberichte über Missbrauchsfälle Zweifel an der Rückverfolgbarkeit der Lieferkette aus. Der MSC könne nicht lückenlos zwischen zertifiziertem und nicht zertifiziertem Seelachs differenzieren. Selbst DNA-Analysen würden eine Verwechslung nicht ausschließen. Vom MSC zertifizierte Verarbeiter in China, wo Fischereiprodukte für einen Großteil des Marktes bearbeitet werden, sollen nachhaltige Produkte gegen andere Ware austauschen oder mittels falscher Papiere als zertifiziert deklarieren.
Eine spätere DNA-Studie mit repräsentativer Stichprobengröße konnte jedoch zeigen, dass die Mislabeling-Rate bei MSC-zertifiziertem Fisch insgesamt bei unter 1 % lag. Weltweit liegt die Mislabeling-Rate bei 30 Prozent.

Die DNA-Studie wäre ohne die Finanzierung durch den MSC nicht zustande gekommen.
In dieser umfassenden Bewertung von MSC-zertifizierten Produkten arbeitete der MSC mit Laboren des TRACE Wildlife Forensics Network und der SASA (Science and Advice for Scottish Agriculture) Wildlife DNA Forensic Unit zusammen, um die Arten in 1402 MSC-zertifizierten Fischprodukten aus 18 Ländern mittels DNA-Barcoding zu identifizieren.